# E.Timmapura, Kadur
E.Timmapura là một làng thuộc tehsil Kadur, huyện Chikmagalur, bang Karnataka, Ấn Độ.